# Vulcano Newberry
Il vulcano Newberry è un grande vulcano a scudo attivo situato a circa 32 km a sud di Bend, in Oregon, negli Stati Uniti. Compreso nel monumento nazionale omonimo, rientra nel grande gruppo montuoso della catena delle Cascate e il suo punto sommitale, alto 2.435 m, è chiamato Paulina Peak. Si tratta del maggiore vulcano per dimensione dell'arco vulcanico delle Cascate, con flussi di lava che può emettere in grado di ricoprire una superficie pari a 3.100 km² (più dell'intera superficie dello Stato del Lussemburgo). Da nord a sud, il vulcano ha una lunghezza di 121 km, con una larghezza di 43 e un volume totale di circa 500 km³. Il suo nome si deve al geologo e chirurgo John Strong Newberry, il quale esplorò l'Oregon centrale nell'ambito della serie di spedizioni note come Pacific Railroad Surveys nel 1855. L'area circostante fu popolata dai nativi americani già da più di 10.000 anni.
Il vulcano contiene una vasta caldera dal diametro pari a 6.4×8 km di diametro che ospita due laghi, il Paulina e l'East. Nelle vicinanze del sito si rintracciano molti coni vulcanici, resti di antiche colate laviche e duomi di lava; il Newberry ha più di 400 bocche, più di qualsiasi vulcano compreso negli Stati Uniti continentali. Dei ghiacciai potrebbero essere in passato volta presenti in zona, ma questa rimane una tesi controversi. L'area ha un clima secco, con bassi livelli di precipitazioni e uno scarso ruscellamento.
L'origine del vulcano rimane alquanto poco chiara; mentre alcuni scienziati ritengono che abbia avuto origine da un punto caldo indipendente, il grosso delle prove indica che si formò per via della subduzione delle placche tettoniche di Juan de Fuca e Gorda sotto quella nordamericana. L'attività eruttiva cominciò circa 600.000 anni fa e proseguì nel corso dell'Olocene, con l'ultima eruzione che avvenne 1.300 anni fa. A differenza di altri vulcani a scudo, che spesso eruttano solo lave basaltiche, il vulcano Newberry ha rilasciato altresì lave andesitiche e riolitiche. Pur costituendo oggi una destinazione popolare per gli appassionati di escursionismo, pesca, nautica e altre attività ricreative, non si deve dimenticare che entro 30 km dal cratere vivono circa 16.400 persone e, nel raggio di 100 km, quasi 200.000, ragion per cui risulta una potenziale minaccia per la vita umana non trascurabile. Essendo infatti considerato ancora un vulcano attivo, è possibile che questo erutti e produca colate laviche, flussi piroclastici, lahar (sversamento di fango, frane e colate detritiche indotte dal vulcano), caduta di ceneri, terremoti, valanghe e inondazioni. A tenere meglio sotto osservazione il luogo, il vulcano e i suoi dintorni sono attentamente monitorati con sensori dalla United States Geological Survey (USGS).

## Geografia

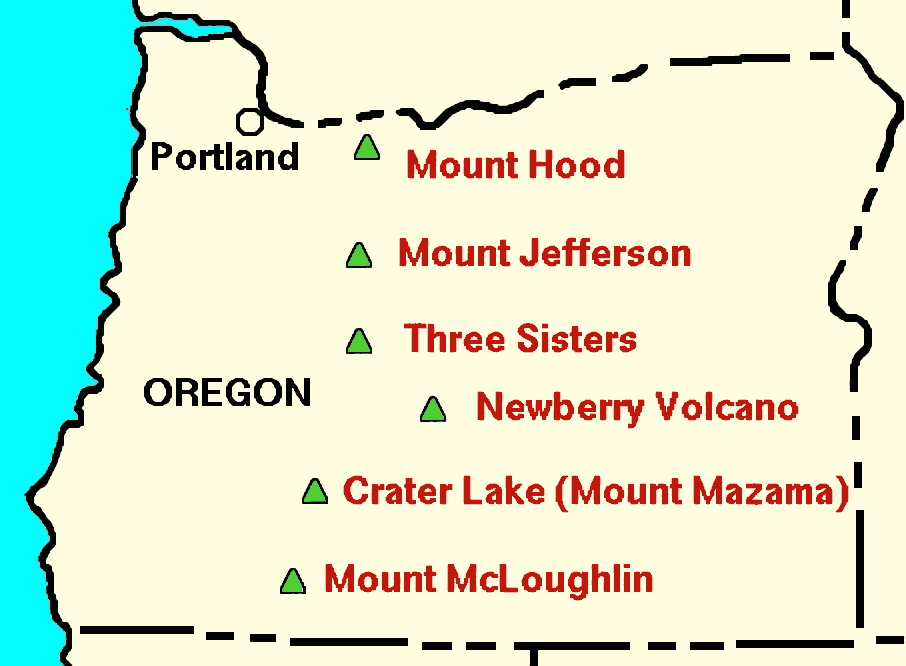
Posizione del vulcano Newberry in Oregon rispetto ad altri vulcani principali

Il cratere del vulcano Newberry si trova 32 km a sud della città di Bend, ai confini tra le contee di Deschutes, Klamath e Lake in Oregon,dove figura tra i vulcani più accessibili dello stato. È il più grande nell'arco vulcanico delle Cascate e occupa una superficie superiore allo Stato del Lussemburgo e all'incirca la stessa di Rhode Island (3.100 km²) se si includono le aree raggiunte dai suoi flussi di lava. Il Newberry giace 60 km a est della cresta maggiore della catena delle Cascate nella regione delle alte pianure laviche, localizzate a 1.100 metri sul livello del mare. Da nord a sud, il vulcano corre per una lunghezza di 121 km, con una larghezza di 43 e un volume totale di circa 600 km³. A causa delle sue enormi dimensioni e rilievo topografico, viene spesso confuso con un'intera catena montuosa. Un solo torrente ha origine su tutta la superficie di Newberry, tanto da non risultare chiaro se il vulcano sia mai stato in grado di sostenere i ghiacciai sui suoi pendii, poiché la montagna manca di circhi glaciali o prove di contatto tra lava e ghiaccio. Tuttavia, si rintracciano massi erratici dislocati lontano dalla loro aree di origine, facendo pensare che il sedimento morenico si depositò sui pendii orientali e nord-orientali del vulcano e che i coni della montagna, dalla caratteristica forma di una barca, subirono l'alterazione glaciale. La storia precisa dei ghiacciai sul vulcano è ancora avvolta nel mistero, ma i canali asciutti e le cascate secche sui pendii orientali e occidentali sono la prova che un tempo il vulcano conteneva acqua.
Il vulcano ha due laghi vulcanici, il Paulina e l'East, che sono stati riempiti da precipitazioni e percolazione di falde sotterranee. Il Paulina occupa un'area di 6,2 km² e raggiunge una profondità massima di 76 m, ed è separato dall'East Lake da uno stretto istmo composto da lava riolitica. L'East ha un'area più piccola, di 4,2 km², con una profondità massima di 55 m. I laghi hanno canali storicamente allagati che circondano il vulcano e una grande inondazione avvenuta tra 4.000 e 2.300 anni fa riversò fino a 0,0148 km³ di volume dal lago Paulina, riempiendo il fondovalle che circonda il lago. Un simile evento si deve probabilmente a causa del cedimento di una sporgenza rocciosa di 1,5 m di altezza, piuttosto che da attività eruttiva. Un'altra alluvione ebbe luogo nel 1909 sul fiume Deschutes a valle, da dove incontra il suo affluente, il Little Deschutes.

### Geologia

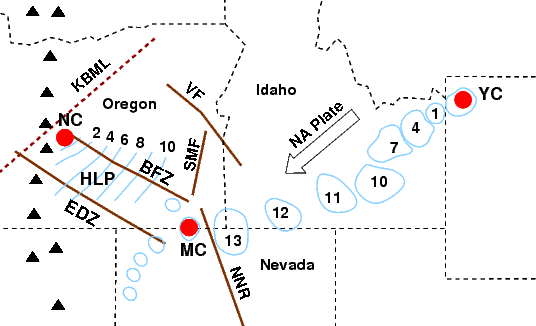
Progressione delle età delle lave riolitiche (siliciche) e delle caldere da McDermitt al Newberry e Yellowstone (indicati con i cerchi rossi MC, NC e YC). I numeri esprimono le epoche in milioni di anni.
KBML = Allineamento Klamath–Blue Mountains
HLP = High Lava Plains
EDZ = Zona Eugene–Denio
BFZ = Zona della faglia Brothers
SMF = Faglia del monte Steens
VF = Faglia di Vale
NNR = Faglia del nord Nevada
La freccia bianca mostra la direzione della placca nordamericana. Il bordo del cratone è approssimativamente lungo il confine tra Oregon e Idaho. I triangoli rappresentano vulcani delle Cascate

Localizzato all'angolo nord-occidentale della provincia di Basin and Range, noto anche come High Lava Plains, il vulcano Newberry si trova all'interno di un altopiano del Cenozoico caratterizzato da un insieme di faglie noto in inglese come Brothers Fault Zone. È situato all'incrocio della Brothers Fault Zone con le Sisters in direzione nord-nordovest e le zone di faglia di Walker Rim in direzione nordest. Nel mantello sotto il vulcano Newberry, onde sismiche P e S mostrano una velocità delle stesse insolitamente bassa. La crosta terrestre si assottiglia da 50 km presso il vicino complesso vulcanico delle Three Sisters a 35 km vicino a Newberry, dove ha un alto coefficiente di Poisson.
Le rocce più antiche di questa regione includono duomi di lava silicici del tardo Miocene o dell'inizio del Pliocene, che si trovano, rispettivamente, vicino ai confini orientali e meridionali della provincia. Il vulcanismo in quest'area suggerisce una progressione di eruzioni siliciche, note come Newberry Trend, che si muove in direzione nordovest dal bacino di Harney al vulcano Newberry e al resto della catena delle Cascate. Le origini del cratere sono alquanto controverse; alcuni scienziati pensano che abbia avuto origine da un punto caldo, indipendente, ma prove maggiormente affidabili suggeriscono che esso rientra nell'arco delle Cascate e fu prodotto dalla subduzione delle placche di Juan de Fuca e di Gorda sotto quella nordamericana. Tuttavia, il vulcano Newberry è stato trasformato da processi tettonici, probabilmente correlati a meccanismi subduttivi che facilitano lo scioglimento della placca tettonica di Juan de Fuca. L'andamento degli altipiani lavici locali o di Newberry si sposta con un angolo obliquo verso la sottostante placca tettonica nordamericana, per cui sono stati proposti come possibili meccanismi il controflusso di subduzione, il flusso gravitazionale lungo la base della litosfera, la fagliatura e l'estensione della provincia di Basin e Range. A Newberry, la placca in subduzione ha una profondità che è tra i 20 e i 50 km, un numero meno profondo che altrove nella cresta maggiore delle Cascate e responsabile dell'unicità dei suoi magmi. Il vulcano Newberry è probabilmente alimentato da una camera magmatica tra i 3 e 5 km sotto la sua sommità. Questa caldera ha dimensioni comprese tra 6,5 e 8 km e si formò circa 75.000 anni fa.
Il vulcano Newberry si originò circa 600.000 anni fa e da allora riversò diverse migliaia di eruzioni. Circa 500.000 anni fa, la vetta toccava i 4.300 m. L'evento di formazione della caldera avvenne circa 75.000 anni fa da una grande eruzione esplosiva. Con il tempo e grazie alle intese precipitazioni comparirono per la prima volta i laghi craterici e il Paulina Peak, ovvero il punto maggiore del vulcano (2.435 m).
Come risultato dell'eruzione a lui dovuta che creò la caldera, il Newberry ha un profilo orizzontale, tipico di un vulcano a scudo. Tuttavia, è altresì considerato uno stratovulcano, costituito da una sequela di colate laviche e depositi piroclastici. A differenza dei più tipici vulcani compositi nelle Cascate, vide nel corso della sua storia diversi tipi di eruzione, le quali passavano da quelle esplosive più tradizionali ad eventi effusivi più fluidi; per questo motivo, è solitamente classificato come "vulcano composito a forma di scudo", o stratovulcano a forma di scudo. Il vulcano ha una caldera alla sua sommità che ha un diametro compreso tra i 6,4 e gli 8 in e presenta due laghi vulcanici. La caldera, conosciuta come il cratere Newberry, è boscosa, con piccole parti della sua superficie ricoperte da colate laviche e depositi di pomice. Prima della formazione della caldera, la sommità della montagna risultava tra i 150 e i 300 m più grande in altezza rispetto alla sua elevazione attuale. La caldera ha variato per aspetto più volte nel corso dei millenni, seppellendo il fondo della caldera a una profondità di 500 m e creando caldere concentriche, ognuna più piccola della precedente. La prima caldera, la più grande del vulcano, formata circa 300.000 anni fa, è stata prodotta dall'eruzione di 10 km³ di tefra, la quale ha creato il tufo di Tepee Draw e depositi di cenere che coprono la parte orientale del fianco del vulcano. L'ultimo cratere originatosi dopo un'eruzione esplosiva risale a circa 80.000 anni fa: in quell'occasione, furono espulsi fino a 10 km³ di materiali piroclastici. Durante quella fase, il vulcano virò da pomici riodacitiche a piogge di ceneri basaltiche, queste ultime ravvisabili presso il fianco occidentale del vulcano. Dall'ultima eruzione che ha formato la caldera 80.000 anni fa, il vulcano subì eruzioni siliciche nella caldera e disperse colate laviche basaltiche e andesite basaltica che si estesero verso il basso e sui fianchi esterni. Tefra e cenere dal deposito di tufo detto Black Lapilli si ammassarono frattanto intorno al suo bordo. Il Newberry è tagliato da diversi principi di faglie, come si comprende se si nota, sulla superficie del terreno, un lato di una di esse spostato verticalmente rispetto all'altro.
Al centro dell'istmo che separa i due laghi vulcanici c'è il cono centrale, il quale svetta per 210 m sull'East Lake. Con un'ampia sommità piatta, esso non esisteva prima di un'eruzione esplosiva avvenuta circa 7.000 anni fa, e giace al centro della caldera.
Da un punto di vista compositivo, la lava locale variò da basalti primitivi con alti livelli di magnesio a flussi tholeiitici e calcalcalini. Le lave primitive mostrano un'elevata abbondanza di cromo e nichel, nonché concentrazioni variabili di bario e stronzio. Le lave tholeiitiche e calc-alcaline mostrano sovrapposizioni nei livelli di magnesio, ossido di calcio e ossido di alluminio, ma differiscono per il fatto che le tholeiiti hanno un contenuto inferiore di silice e ossido di potassio, mentre superiore di ossido ferroso, biossido di titanio e ossido di sodio. Esiste una certa ravvisabilità di isotopi, registrandosi infatti lo 87Sr/86Sr, 143Nd/144Nd e 176Hf/177 Hf. L'esame delle lave di Newberry con psicometria di olivino-plagioclasio mostra che le tholeiiti presentano anidro (meno dello 0,5% in peso di acqua) e ben distinte dai depositi calcareo-alcalini (2–4%); entrambe hanno diverse sequenze di cristalizzazione frazionata frutto di magmi primitivi, la cui composizione andò influenzata dall'equilibrio della peridotite nel mantello. In volume, l'andesite basaltica è il principale tipo di lava rinvenibile in situ, con grandi volumi di lava silicica tra i più antichi depositi di tufo.

#### Sottocaratteristiche

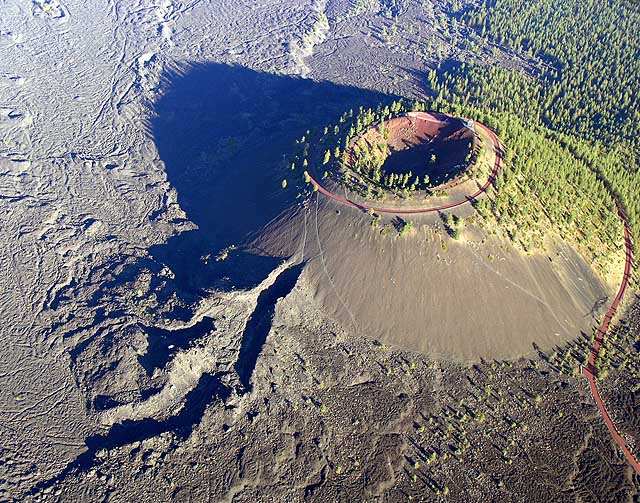
Il Lava Butte, un cono di cenere prodotto dalle eruzioni del vulcano Newberry

Le bocche del vulcano seguono le tendenze nord-est e nord-ovest sulla linea della provincia di Basin and Range. Con più di 400 aperture, il Newberry vanta uno dei profili vulcanici più complessi di tutti gli Stati Uniti contigui. Figurano infatti numerosi coni di scorie, duomi di lava e vari altri edifici, con almeno 25 bocche sui fianchi e sulle cime del vulcano che sono diventate attive negli ultimi 10.000 anni. La maggior parte dei coni di cenere sull'edificio del vulcano varia da 61 a 122 m di elevazione, malgrado un discreto numero di essi raggiunga altezze superiori a 150 m, con diametri maggiori di 0,80 km. Il grosso di tali morfologie sommitali si presenta in apparenza sotto forma di aree depresse, con notevoli eccezioni presso il Lava Top e i North Kawak Buttes, che hanno crateri profondi tra 61 e 91 m. Colate di lava basaltica e andesite basaltica sono penetrate alla base di molti di questi coni di cenere, formando una matrice di flussi collegati, e un rivestimento di lave pāhoehoe e ʻaʻā si rintraccia sui lati settentrionale e meridionale del cratere. Il fianco settentrionale contiene tre distinti sistemi di tunnel formati dalla lava pāhoehoe: quello dell'Horse, dell'Arnold e il basalto del Lava Top Butte.
Circa 7.000 anni fa, dalla zona di frattura nordoccidentale del Newberry, getti di lava eruttarono da una fessura con una lunghezza di 2,4 km, con colate basaltiche e andesitiche. Un'eruzione stromboliana, caratterizzata dunque da cenere incandescente, lapilli e rocce ardenti, produsse il tefra che compose il Lava Butte, un cono di cenere vicino a Newberry con un'altezza di 150 m, un diametro di base di 700 m e una profondità del cratere di 50 m. Con una forma sbilenca in cui il bordo nord-orientale è di 25 m più alto della controparte sudoccidentale, tale cono di cenere si trova 16 km a sud di Bend.
Il vicino vulcano a scudo di Badlands, generato da una bocca e in grado di produrre un grande flusso di lava basaltica a Newberry, ha un diametro di 13 km. Della lava pāhoehoe si rinviene su tutta la sua superficie, oltre ad alcuni tumuli e un cratere di subsidenza.
Duomi di dacite e riodacite possono rintracciarsi sui fianchi medio e superiore, e Newberry presenta anche venti cupole di lava riolitica e colate laviche tra i suoi fianchi occidentale, orientale e meridionale. Questi includono East Butte e China Hat alla base orientale del vulcano, che risalgono a 850.000 e 780.000 anni fa, e quindi sono anteriori al Newberry. Il McKay Butte, sul fianco occidentale del vulcano, nacque 580.000 anni fa. Altre eruzioni dell'Olocene produssero lava riolitica rimasta chiusa alla sommità, incluso il Paulina Peak, che ha una larghezza superiore a un km e dista 4,8 dalla parete della caldera.
Le sorgenti calde possono trovarsi presso i laghi Paulina Lake e East, insieme a una fumarola di sfiato del gas a Lost Lake, situata vicino al flusso di lava di Big Obsidian. Questi gas rilasciano vapore acqueo e diossido di carbonio emanando un odore di uova marce, malgrado la composizione contenga pochi composti minori nocivi.

### Clima
Il vulcano Newberry ha un clima estremamente secco a causa della sua posizione nell'ombra pluviometrica della catena delle Cascate. I dati meteorologici sono registrati dalla stazione situata presso il cono di scorie di Lava Butte: la precipitazione media annua si è attestata a 455 mm dal 2002 al 2012. Le temperature estive variano in media da 23 a 28 °C, mentre le medie minime e massime sono comprese tra -18.8 e 20.5 °C durante la stagione invernale. La primavera ha temperature medie pari a 16 °C, mentre quelle autunnali si attestano intorno ai 19 °C. Ogni anno, le precipitazioni totali costituite da neve invernale e pioggia estiva variano da 25 a 75 cm nelle parti più alte della regione, mentre il ruscellamento si verifica raramente anche durante forti piogge.

### Ecologia
Il monumento nazionale del vulcano Newberry rientra nella sezione settentrionale della provincia ecologica di Mazama, che ha un suolo composto da pomice e prodotti vulcanici su un substrato di basalto. La flora all'interno dell'area del vulcano Newberry comprende foreste di ginepri (Juniperus), pini dalla corteccia bianca (Pinus albicaulis), pini gialli (Pinus ponderosa), incluso il più grande del suo genere situato in Oregon, pini contorti (Pinus contorta), pini di Banks (Pinus banksiana) e abeti del Colorado (Abies concolor), oltre ad altre piante come Castilleja, viole del genere Penstemon, Purshia, Manzanita e Ceanothus velutinus. Le infestazioni dello scarabeo del pino (Dendroctonus ponderosae) hanno ucciso molti pini gialli nell'area. Gli animali vicino al vulcano Newberry includono la civetta delle tane (Athene cunicularia), ratto canguro (Dipodomys), lucertole, chirotteri, il serpente giarrettiera terricolo (Thamnophis elegans), rapaci, l'ursone (Erethizon dorsatum), lutrini, la lince rossa (Lynx rufus), il cervo mulo (Odocoileus hemionus), il wapiti di Roosevelt (Cervus canadensis roosevelti), anatre e il pica americano (Ochotona princeps).
I flussi di lava dal Newberry mostrano una copertura vegetale varia e ci sono livelli variabili di flora tra i flussi, sebbene il livello di vegetazione e la diversità di specie generalmente aumenti con l'elevazione. Le specie vegetali dominanti sui flussi di lava includono specie del genere Holodiscus e Ribes cereum, oltre all'Ericameria nauseosa: non vanno inoltre tralasciati il Penstemon davidsonii e il Penstemon deustus. Al di sopra di 1.490 m, la Heuchera cylindrica è comune, in particolare vicino ai bordi dei flussi di lava. Qua e là proliferano macchie di erbe quali la Festuca idahoensis, specialmente sui pendii esposti a nord. Una colata lavica a Lava Butte vede poca vegetazione, ad eccezione di macchie sparse e dense di Arctostaphylos patula.
La Lava Cast Forest è un gruppo di alberi modellati dalla lava di un'eruzione di 6.000 anni fa. Oggi, il sito circostante si trova all'interno del monumento nazionale del vulcano Newberry e comprende 11 kīpuka, ovvero appezzamenti di terreno circondati da una o maggiori colate laviche più recenti. Queste isole dell'habitat variano per estensione da 0,3 a 113 ettari nell'area e sostengono foreste che non sono state significativamente alterate dall'uomo a parte gli sforzi per la soppressione degli incendi e la gestione del territorio. Costituite da boschi misti, queste foreste includono pini gialli, pini della corteccia bianca e abeti bianchi americani (Abies grandis), supportati da terreni giovani derivati dalla pomice di Mazama.

## Attività eruttiva

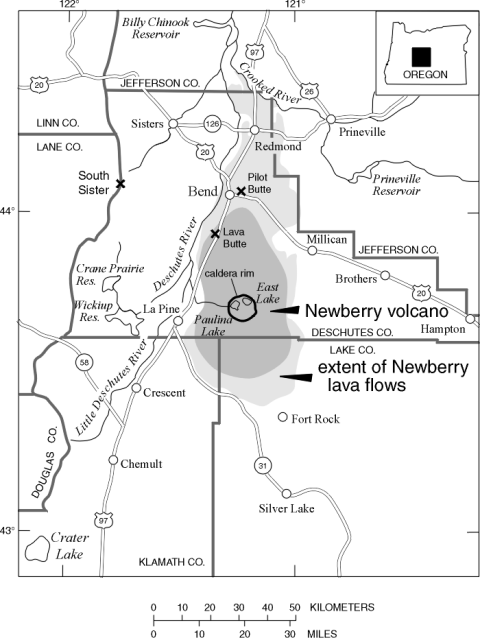
Mappa che mostra i flussi di lava del vulcano Newberry

Durante il tardo Pleistocene, il vulcano Newberry riversò una serie di voluminose colate laviche, fatte di basalto, che ebbero origine da diverse bocche sul suo fianco settentrionale e hanno raggiunto le aree moderne di Bend e Redmond. Esse riempirono i canyon che servirono da precursori per i fiumi Deschutes e Crooked, che lentamente diedero luogo ad erosione, e si estendevano per decine di chilometri dal vulcano. La lava dell'ultima di queste eruzioni circa 78.000 anni fa copriva l'area di Bend, circondava il cono di cenere di Pilot Butte e riempiva il letto del fiume Deschutes.
Oltre alla produzione di grandi colate laviche, il cratere fu responsabile di varie eruzioni pliniane simili a quella del Vesuvio del 79 che distrusse Pompei e all'eruzione peleana come quella del 1902 de La Pelée. Le eruzioni che formarono la caldera producendo depositi di flusso di cenere tra cui il tufo Tepee Draw e di Black Lapilli svettarono per almeno 32 km nella stratosfera. L'ultima di queste eruzioni ha coperto decine di migliaia di miglia quadrate di cenere, estendendosi fino alla baia di San Francisco in California, quasi 800 km a sud-ovest, dove si presenta dello spessore di un centimetro. Inoltre, Newberry rilasciò eruzioni esplosive multiple e voluminose, con alcuni studi che stimano fino a 60 eventi eruttivi di riolite e dacite che raggiunsero l'Idaho, lo Utah e la California settentrionale. Tra esse figura la terra emessa durante l'eruzione detta di Paulina Creek (tra 55.000 e 50.000 anni fa) e l'eruzione di 20.000 anni fa responsabile della tefra di Wono, che si estese fino al Nevada occidentale e nella California centro-orientale. Come risultato della zonizzazione compositiva all'interno della camera magmatica che alimenta il vulcano, i suoi depositi di cenere possono mostrare diverse composizioni chimiche e mineralogiche. L'ultima di queste eruzioni di tefra produsse della pomice appena prima di 1.300 anni fa, raggiungendo diverse centinaia di chilometri a est.
Tra l'ultima era glaciale circa 12.000 anni fa e 7.700 anni fa, il vulcano si risvegliò almeno 12 volte. Il monte Mazama eruttò 7.700 anni fa, producendo cenere vulcanica e pomice che si accumularono fino a uno spessore di 1,8 m, coprendo molti dei flussi di lava sulle sue pendici. Durante tre cicli eruttivi a Newberry accaduti negli ultimi 7.500 anni, la caldera vide eruzioni riolitiche da sette aperture individuali. Circa 7.000 anni or sono, si verificarono esplosioni lungo la zona di faglia a nord-ovest della caldera del vulcano Newberry, producendo 12 flussi di lava che comprendevano un'area di 60 km². Più o meno nello stesso periodo, il cono di pomice centrale fu emesso da eruzioni che formarono anche l'Interlake e i flussi di ossidiana di Game Hut da uno sfiato su fianco meridionale del cono. Un'eruzione da un'apertura nell'East Lake, accaduta 3.500 anni fa, rilasciò tefra e colate laviche di ossidiana dal lago East.
Il vulcano sperimentò le sue eruzioni più recenti 1.300 anni fa, producendo il flusso di Big Obsidian. Presentandosi sotto veste di deposito silicico, si compone di riolite e presenta un basso numero di giunti colonnari. Malgrado sia spesso citata come la più grande formazione di ossidiana dell'Olocene negli Stati Uniti, la sua area di 2,8 km² e il volume di 0,13 km³ la collocano solo al quinto posto nella storia vulcanologica della nazione. Le eruzioni, che erano sia esplosive che effusive, iniziarono con un'esplosione pliniana di pomice e tefra che coprì la metà orientale della caldera e raggiunse diverse centinaia di miglia a est. Questo deposito, chiamato pomice di Newberry, raggiunge uno spessore di 3,7 m fino a 8,9 km dalla bocca che lo sversò, localizzato sul fianco meridionale della caldera, e uno di 25 cm fino a 64 km dal vulcano. A causa dei forti venti occidentali, il tefra raggiunse l'estremo est dell'Idaho. In tale occasione, caddero delle bombe vulcaniche nel lago Paulina.

### Valutazione e prevenzione dei rischi
Sebbene il vulcano Newberry sia attualmente quiescente, la USGS lo considera un vulcano attivo con un "assai elevato" livello di minaccia. Le sorgenti termali all'interno della caldera rimangono attive e si sono verificati piccoli terremoti nella storia locale recente. Eventuali future esplosioni probabilmente mostrerebbero caratteristiche simili alle eruzioni degli ultimi 15.000 anni, che vanno dalla produzione effusiva di colate laviche alle eruzioni esplosive che emettono pomice e cenere. Se i futuri flussi di lava dal vulcano Newberry fossero di dimensioni paragonabili alle sue eruzioni del tardo Pleistocene, seppellirebbero gli insediamenti in tutta la regione dell'Oregon centrale. Probabilmente distruggerebbero anche segmenti della U.S. Route 97, rendendo impossibili i trasporti nell'area, oltre al probabile danno ai gasdotti e alle linee elettriche che convergono elettricità alla California, entrambi i quali sarebbero accompagnati da gravi conseguenze economiche.
I flussi lavici laterali, probabilmente di origine basaltica, potrebbero formare fontane di lava in grado di disperdere cenere e lava per diverse migliaia di metri, generando coni di cenere o innescando incendi boschivi. Mentre i flussi stessi si muoverebbero a una velocità di 9 metri al minuto, circostanza che potrebbe consentire la fuga di animali rapidi e di abitanti di agglomerati urbani, gli edifici sul loro percorso sarebbero spacciati. I flussi piroclastici, invece, viaggiano a velocità decisamente maggiore, essendo compresa tra i 32 e i 322 km/h: la loro forza violenta potrebbe incenerire o polverizzare gli oggetti sul loro percorso, oltre che asfissiare gli esseri viventi.
Se si verificasse una susseguente eruzione dalla forte magnitudo, i flussi piroclastici potrebbero devastare l'area circostante il vulcano nel raggio di quasi 50 km. Ciò malgrado, i flussi piroclastici hanno costituito una rarità nella storia del Newberry. Il tefra delle eruzioni esplosive cortocircuiterebbe i trasformatori elettrici e le linee elettriche, ostruirebbe i filtri del motore, produrrebbe nuvole capaci di generare fulmini e costituirebbe un pericolo per le rotte aeree. Sarebbe inoltre pericoloso per la salute, in quanto le particelle di cenere possono irritare gli occhi e, se inalate, danneggiare i polmoni. A causa dell'acqua dei due laghi del cratere, le eruzioni del vulcano Newberry potrebbero aumentare di esplosività e aumentare le probabilità di presenza di flussi piroclastici. Inoltre, se i flussi piroclastici si mescolassero con neve o acqua traboccante dai laghi craterici, potrebbero generare lahar, fango, smottamenti e flussi di detriti capaci di devastare la valle del torrente Paulina e di raggiungere la valle di La Pine nel giro di 30 minuti. Le minacce del vulcano mettono a rischio circa 16.400 persone che vivono entro 30 km e più di 180.000 persone che vivono entro i 100.
Oltre alle minacce dell'attività vulcanica, in passato si verificò almeno un'alluvione presso il Newberry, anche se potrebbe non essere frutto di attività eruttiva. Se i flussi di lava di un'eruzione bloccassero il corso del fiume Deschutes, potrebbero generare inondazioni a monte aumentando il livello delle acque e problemi a valle una volta sfondate eventuali barriere naturali. In Oregon si verificano talvolta terremoti non correlati all'attività vulcanica, sebbene generalmente inferiori a 2,5 gradi sulla scala Richter. Quelli innescati dai vulcani possono raggiungere anche il grado 5 sulla scala Richter e si presentano sotto forma di sciami sismici. Questo insieme di scosse appare capace di provocare danni a case, muri e finestre, ma raramente di entità grave. Nel caso in cui accadano terremoti vicini alla magnitudo 7, l'eruzione del vulcano Newberry avverrebbe comunque solo se questa fosse la causa scatenante. Non vanno infine dimenticare le ulteriori minacce costituite da frane e valanghe.
Se il vulcano Newberry dovesse eruttare, dovrebbe essere possibile rilevare un aumento dell'attività sismica, mentre l'aumento della produzione di gas vulcanico ucciderebbe probabilmente gli alberi vicino al vulcano, cosa che gli scienziati riconoscerebbero rapidamente prima di informare le agenzie di gestione delle emergenze. Prima del 2011, il Newberry era monitorato da una sola stazione sismica installata nel 1987 e che rilevò solo sette terremoti entro i 19 km dal vulcano. Nel 2011, gli scienziati del Cascades Volcano Observatory hanno installato altri otto monitor sismici e deformazione nelle vicinanze del vulcano, che hanno assistito all'aumento del numero di terremoti fino a 10-15 all'anno. Il vulcano continua ad essere monitorato da vicino dalla United States Geological Survey (USGS), che monitora una rete di sismometri con il programma di geofisica presso l'Università del Washington e conduce regolarmente sondaggi di livellamento per verificare la presenza di deformazioni che potrebbero suggerire un'attività imminente, oltre a campionare aree geotermiche. Degli strumenti GPS sono stati installati all'interno e nelle vicinanze del vulcano per monitorare qualsiasi rigonfiamento che si possa verificare a causa del movimento sotterraneo del magma. Nonostante l'atavica orogenesi del sito, la deformazione è rimasta costantemente bassa negli ultimi anni.

### Potenziale geotermico
Poiché il Newberry ha fatto registrare una recente attività eruttiva, rimanendo operativo per lungo tempo e con una fonte di calore poco profonda che alimenta le sorgenti termali, rappresenta un luogo di indagine per lo studio dell'energia geotermica. Nel corso di uno studio condotto dalla USGS nel 1981, si è perforato un pozzo profondo 932 m in una posizione a est del flusso di Big Obsidian, registrando temperature di 265 °C sotto la superficie. Una società dedita alla fornitura di energia ha praticato due fori con una profondità di 3000 m nel 1995 e nel 1996, ma non risultò in grado di trovare fluidi, quindi non disponeva di un meccanismo per azionare le turbine e decise di rinunciare al progetto. Secondo molti scienziati, il vulcano Newberry rappresenta il miglior candidato per l'estrazione di energia geotermica nel Nord-ovest Pacifico; nel 2012, è stato costruito un pozzo profondo per determinare se l'acqua diretta nel foro potrebbe essere riscaldato e riportato in superficie per produrre energia.

## Storia

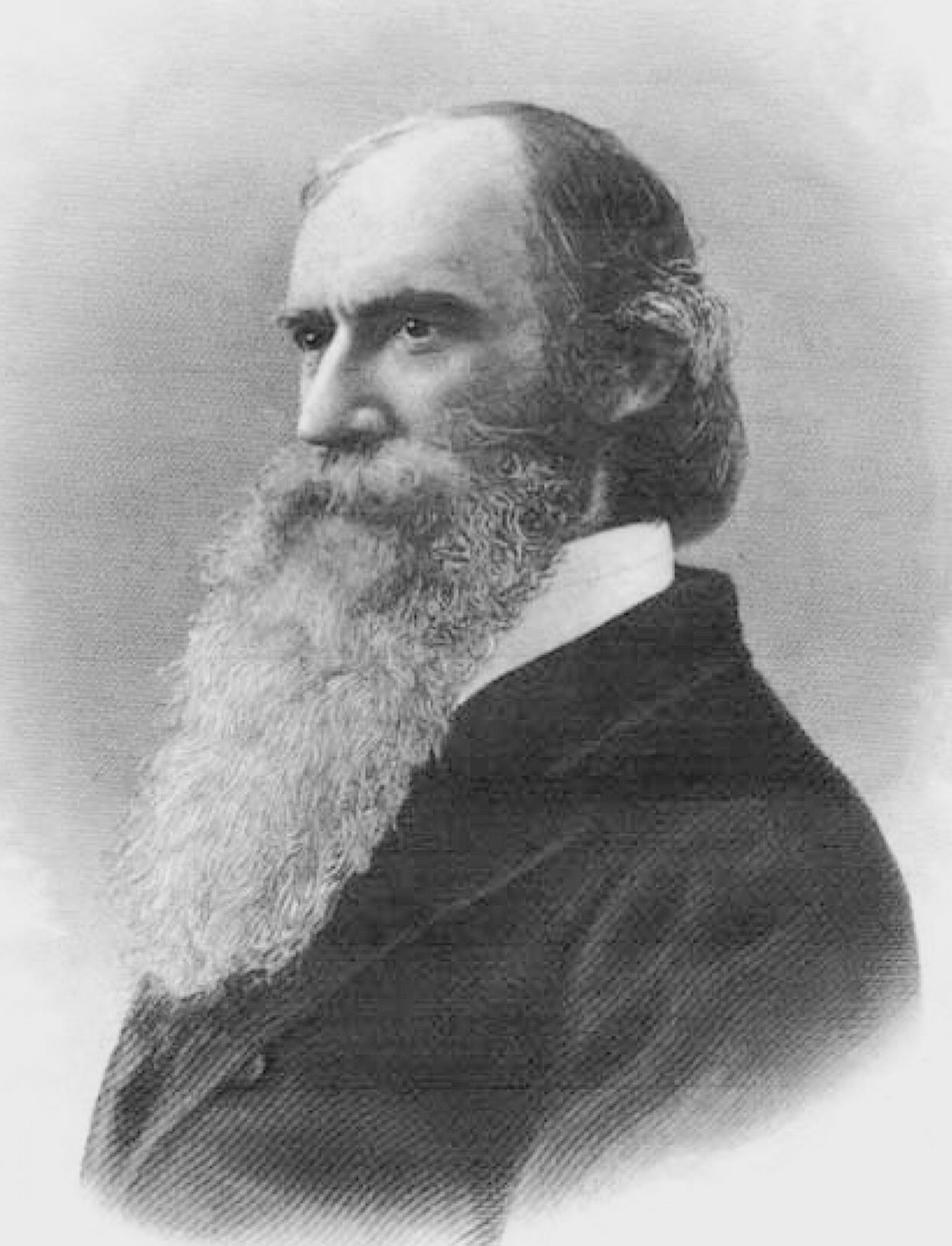
Il nome del vulcano Newberry si deve a John Strong Newberry (in foto), un chirurgo e geologo americano che esplorò l'Oregon centrale all'inizio del XIX secolo, anche se non visitò mai il vulcano stesso

L'area intorno al vulcano Newberry è stata abitata da nativi americani per più di 10.000 anni, anche se solo in modo intermittente a causa dell'attività eruttiva del vulcano e dell'area circostante. Durante uno scavo archeologico vicino al lago Paulina nel 1992, i ricercatori hanno scoperto i resti di un focolare centrale e di una struttura abitativa con pali di supporto e disposizioni rocciose lineari con dimensioni comprese tra i 4 e i 5 m. Stando al metodo del carbonio-14 dei campioni rinvenuti sul sito, i resti sono stati datati a 11.000 anni fa. La caldera della montagna fu utilizzata per raccogliere l'ossidiana, usata per affilare punte di freccia e strumenti e commerciata in tutta la regione della costa del Pacifico per diverse migliaia di anni.
Il primo europeo registrato a visitare il vulcano fu Peter Skene Ogden, un cacciatore di pelli che raggiunse il cratere nel 1826. Nel 1855, colui a cui si deve la denominazione del vulcano, John Strong Newberry (1822-1892), un chirurgo e geologo per il Williamson e a capo di un'esplorazione, visitò l'Oregon centrale durante la mappatura dell'area locale per realizzare la Pacific Railroad, ma non visitò mai il cratere. Il lago, il torrente e il Paulina Peak prendono tutte e tre il nome da Paulina, un capo tribù degli Snakes che guidava i gruppi di ribelli in lotta con gli europei e gli statunitensi durante gli anni 1850 e 1860 prima di essere inseguito e fucilato dal colono Howard Maupin. Verso la fine del XIX secolo, la Lava River Cave fu utilizzata dal cacciatore Leander Dillman per conservare cibi deperibili. La designazione "monte Newberry" andò proposta da Israel Russell, turista nell'area nel 1903, anche se il nome non entrò presto in uso. Negli anni '30, il geologo Howel Williams (1898-1980) assegnò alla zona il nome Newberry, una selezione formalmente accettata nel 2003 quando il geologo Larry Chitwood la sostenne attraverso il processo di denominazione geografica ufficiale.
Grazie agli sforzi volti a promuovere l'area di Hollis Dole, capo del Dipartimento di geologia dell'Oregon, nel 1963 gli scienziati della NASA si interessarono all'utilizzo del complesso di Newberry per essere preparati al primo allunaggio degli Stati Uniti. La NASA utilizzò l'area nell'ottobre 1964 e nel luglio 1966 per addestrare geologicamente gli astronauti del programma Apollo a riconoscere le caratteristiche vulcaniche, come coni di cenere e pomice, colate laviche, depositi di cenere, ossidiana e tunnel di lava. Gli astronauti che avrebbero usato questo addestramento sulla Luna includevano quelli dell'Apollo 11 (Neil Armstrong e Buzz Aldrin), dell'Apollo 12 (Alan Bean), dell'Apollo 14 (Edgar Mitchell), dell'Apollo 15 (James Irwin) e dell'Apollo 16 (Charles Duke).
Il monumento nazionale vulcanico fu istituito nel novembre 1990 per volontà del Congresso degli Stati Uniti. Con un'area vasta più di 220 km², dà origine a una forma quasi circolare attorno alla caldera sommitale e poi un lungo corridoio dal lato nord-occidentale della montagna al fiume Deschutes, che include una zona di faglia. Il monumento si trova all'interno della foresta nazionale di Deschutes, gestita dal Servizio forestale (USFS). A partire dal 1997, l'area della caldera di Newberry ospita sette campeggi, due aree di villeggiatura e sei rifugi estivi.

## Attività ricreative

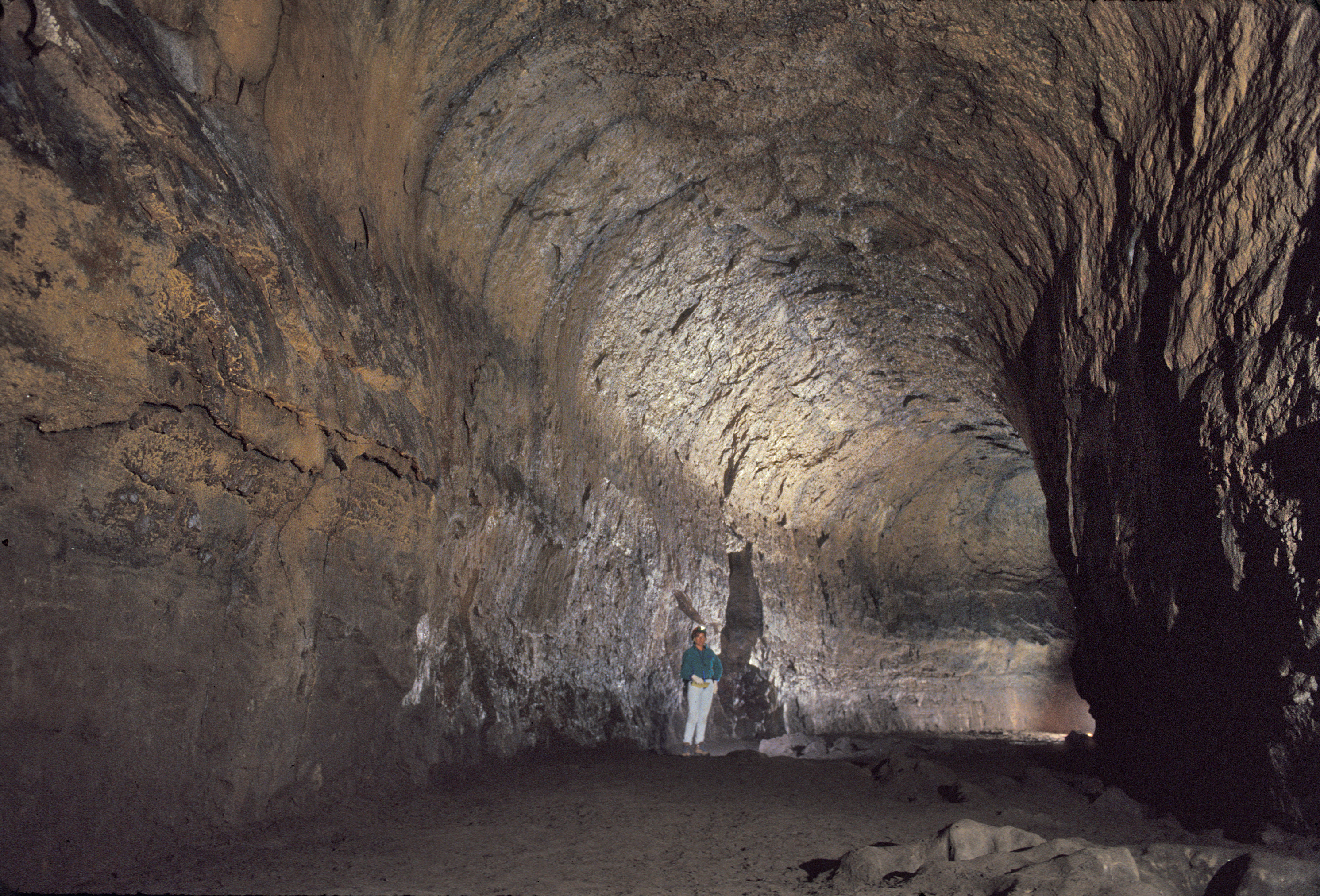
Un escursionista in una delle gallerie ad arco della miniera di Lava River

Il vulcano Newberry è visitato da 250.000 persone ogni anno, che vengono per la pesca della trota nel lago East, per accamparsi sul Paulina, o per darsi al ciclismo intorno al percorso di 35 km ad anello che circonda il cratere. Sui laghi è possibile inoltre viaggiare a bordo di proprie imbarcazioni. Presso il monumento nazionale, il campeggio, la pesca e l'escursionismo sono passatempi popolari, così come lungo il Trail of the Molten Land, che segue un flusso di lava di 7.000 anni da Lava Butte, e il Trail of the Whispering Pines, che attraversa una foresta di pini gialli. L'equitazione è altresì possibile in una sezione del Peter Skene Ogden Trail, lungo 4,8 km, che si snoda attraverso l'area del monumento; anche viaggiare in motoslitta e impegnarsi nello sci di fondo sono attività ricreative popolari.
Il centro visitatori di Lava Lands all'interno del monumento ha una mostra sulla geologia e la cultura della zona e offre un sentiero lastricato che si snoda per 8,9 km. Una navetta parte dal centro ogni 20 minuti durante l'alta stagione dal Memorial Day (ultimo lunedì di maggio) al Labor Day (primo lunedì di settembre), al costo di 2 dollari per viaggiatore. L'area è accessibile anche da veicoli motorizzati personali durante la bassa stagione con un permesso del centro visitatori e il parcheggio del centro resta aperto tutto l'anno. In zona esistono otto aree di campeggio gestite dal servizio forestale degli Stati Uniti.
L'ultimo flusso di lava da Newberry durante il Pleistocene formò la Lava River Cave, 19 km a sud di Bend. Questa caratteristica è il tubo di lava continuo più lungo dello stato, che può essere percorso per più di un chilometro a nord e a ovest e ha una galleria ad arco con uno spessore di 14 m. Questo sentiero rappresenta l'attrazione più popolare del monumento e può essere percorso a piedi da maggio a metà settembre: è richiesto un pass giornaliero disponibile al costo di 5 $. Si consiglia di indossare giacche a causa della temperatura all'interno della grotta è solitamente di 4 °C. La foresta di Lava Cast, un gruppo di alberi modellati dalla lava di un'eruzione di 6.000 anni fa, copre un'area di 20,7 km² e può essere osservato da un sentiero lastricato, stretto e ripido di un chilometro circa. L'area è stata designata come area geologica della foresta di Lava Cast ad aprile 1942 dal servizio forestale degli Stati Uniti, che includeva 20,7 km² di terreno nella regione. Conosciuta al pubblico americano dal 1928, a metà degli anni '40 la foresta andò visitata da migliaia di turisti ogni anno. A metà degli anni '70, la regione contava 150.000 visitatori turistici all'anno, con il centro di Lava Lands costruito appositamente dalla USFS nel settembre 1975.
Il sentiero per la vetta del vulcano a Paulina Peak dura 24,9 km dalla Highway 97, con una facile strada asfaltata per la caldera e quattro punti di ristoro, anche se verso la fine diventa ripida e tortuosa. Il sentiero tortuoso verso la fine è fatto di ghiaia e dura quasi 5 km, offrendo una vista panoramica sul monte Hood, sul monte McLoughlin e sulle Three Sisters.